# Hibbertia scandens
Hibbertia scandens (Willd.) Dryand. – gatunek rośliny z rzędu ukęślowców (Dilleniales Hutch.). Występuje naturalnie we wschodniej części Australii – w stanach Queensland, Nowa Południowa Walia oraz Wiktoria. 

## Morfologia
PokrójWiecznie zielony krzew dorastający do 4 m wysokości. Pędy są pnące.
LiścieIch blaszka liściowa jest niemal siedząca i ma odwrotnie jajowaty, odwrotnie lancetowaty lub eliptyczny kształt. Mierzy 30–80 mm długości oraz 15–25 mm szerokości, jest całobrzega, o wąskiej nasadzie i tępym lub ostrym wierzchołku.
KwiatyPojedyncze, rozwijają się w kątach pędów. Działki kielicha mają owalny kształt i mierzą do 12–15 mm długości. Płatki mają żółtą barwę i dorastają do 20–30 mm długości. Mają 30–40 pręcików oraz 3–7 owocolistków.